# 沙良真熊
沙良 真熊（さら しんゆう/まくま、生没年不詳）は、奈良時代から平安時代初期の人物。氏姓は沙良（無姓）のち広岡造。

## 概要
武蔵国新羅郡の人で、新羅系の渡来人。
宝亀11年（780年）渡来系諸氏族の氏人に対して賜姓が行われた際、一族のもう1名とともに沙良（無姓）から広岡造姓に改姓している。なお、広岡の名称は武蔵国豊島郡広岡郷（現在の東京都板橋・練馬・赤塚近辺）に因むと想定される。
新羅琴に秀で、弘仁年間に興世書主や高枝王に新羅琴を教授した。書主は見事に秘伝を習得した一方、高枝王は技量を十分に会得するに至らなかったという。